# Peter Akinola
Peter Jasper Akinola (nascido em 27 de janeiro de 1944, em Abeocutá) é o ex-primaz anglicano da Igreja da Nigéria. Ele também é o ex-bispo de Abuja e arcebispo da Província III, que cobria as partes norte e central do país. Quando a divisão em províncias eclesiásticas foi adotada em 2002, ele se tornou o primeiro arcebispo da província de Abuja, cargo que ocupou até 2010.
Evangélico de "Igreja baixa", Akinola enfatiza a Bíblia e os ensinamentos dos apóstolos de uma maneira particular. Como um dos líderes do Sul Global dentro da Comunhão Anglicana, Akinola assumiu uma posição firme contra os desenvolvimentos teológicos que ele afirma serem incompatíveis com os ensinamentos bíblicos do cristianismo e do anglicanismo ortodoxo, posicionando-se notavelmente contra quaisquer interpretações revisionistas da Bíblia e, em particular, opondo-se às bênçãos do mesmo sexo, à ordenação de homossexuais não celibatários e a qualquer prática homossexual. Ele foi um nome importante dos conservadores em toda a Comunhão Anglicana, incluindo a Convocação dos Anglicanos na América do Norte.
Em 15 de setembro de 2009, o Arcebispo Nicholas Okoh, da Província de Bendel, foi eleito Primaz da Igreja da Nigéria. Ele sucedeu Akinola em 25 de março de 2010.

## Biografia
Akinola nasceu em 1944 em uma família iorubá em Abeocutá, no sudoeste da Nigéria. Seu pai morreu quando ele tinha quatro anos e, devido a pressões financeiras, Akinola teve que abandonar a escola mais cedo. Ele aprendeu carpintaria e aos vinte anos tinha um negócio de móveis de sucesso e como vendedor de medicamentos patenteados. Ele concluiu o ensino médio por meio de educação a distância. Ele deixou seu negócio para estudar para o sacerdócio, em um Seminário Anglicano Nigeriano e foi ordenado diácono em 1978 e padre em 1979 na Igreja Anglicana da Nigéria. Logo após a ordenação, mudou-se para os Estados Unidos para estudar no Seminário Teológico da Virgínia, onde se formou em 1981 com um mestrado. Ele é casado com Susan Atinuke e pai de seis filhos.
Retornando à Nigéria depois, Akinola foi designado para criar uma presença anglicana na nova capital Abuja, que estava prestes a ser construída. Ele considera um de seus maiores sucessos ter criado do nada uma vibrante comunidade anglicana lá. Foi consagrado bispo em 16 de novembro de 1989 e entronizado como o primeiro bispo de Abuja dez dias depois, na inauguração da nova diocese de Abuja em 26 de novembro. Em 1997, ele se tornou arcebispo da Província III da Igreja da Nigéria, composta pelas dioceses do norte da Nigéria. Em 22 de fevereiro de 2000, ele foi eleito primaz da Igreja da Nigéria, a segunda maior igreja da Comunhão Anglicana, então com 18 milhões de membros. Em 2002, ele se tornou arcebispo da província de Abuja, cargo que ocupou até 2010.
Também em 2002, foi nomeado presidente do Sul Global (Comunhão Anglicana), e no ano seguinte, presidente do Conselho das Províncias Anglicanas da África (CAPA). Akinola recebeu o Prêmio Nacional de Comandante da Ordem do Níger em dezembro de 2003.
Em 2006, Akinola apareceu na lista TIME 100 das mais influentes do mundo na categoria Líderes e Revolucionários. No entanto, em 2007, a revista sugeriu que ele "tem algumas explicações a dar" em relação ao seu apoio à legislação que criminaliza "organizações gays..." e "Publicidade, procissão e exibição pública de relacionamento amoroso entre pessoas do mesmo sexo por meio da mídia eletrônica ou impressa, física, direta, indireta ou de outra forma".
Em 2007, o jornal nigeriano ThisDay concedeu-lhe, juntamente com outros 17, o "Prêmio pelo Conjunto da Obra", afirmando na sua citação: "Chamado de intolerante por alguns na Igreja Anglicana, as suas atitudes representam, no entanto, uma tradição conservadora profundamente enraizada no cristianismo africano que está a florescer e a crescer." Mas foi criticado por outros setores da imprensa internacional, incluindo o jornal The Daily Telegraph que, num editorial de 23 de março de 2007, o caracterizou como um dos "extremistas" que "sequestraram" o anglicanismo conservador, e como "uma figura profundamente divisiva" que "defendeu a nova legislação nigeriana que torna a atividade entre pessoas do mesmo sexo "cancerosa" (palavra sua) punível com até cinco anos de prisão."
Akinola foi presidente da Associação Cristã da Nigéria, um órgão ecumênico que reúne 52 milhões de cristãos protestantes, católicos e africanos independentes. Durante sua presidência, foi concluído o Centro Ecumênico Nacional em Abuja, que estava em ruínas há 16 anos. Akinola foi destituído de seu cargo de presidente nacional da Associação Cristã da Nigéria (CAN) em junho de 2007 e substituído pelo Arcebispo Católico Romano da Nigéria, que obteve 72 votos contra 33 de Akinola. Isso ocorreu após críticas ao estilo de liderança supostamente autoritário de Akinola e ao seu suposto fracasso em confrontar o presidente nigeriano Obasanjo como outros líderes cristãos fizeram. Posteriormente, sua candidatura a vice-presidente foi rejeitada pela Assembleia Geral da Associação Cristã da Nigéria.
Em outubro de 2009, enquanto presidente do Comitê Diretor de Primatas do Sul Global, reagiu à proposta do Vaticano de criação de ordinariatos pessoais para anglicanos tradicionalistas descontentes, afirmando que, embora acolhesse o diálogo ecuménico e partilhasse a teologia moral com a Igreja Católica, as atuais estruturas da GAFCON já satisfaziam as necessidades espirituais e pastorais dos anglicanos conservadores em África.
Em novembro de 2009, Akinola assinou uma declaração ecuménica conhecida como Declaração de Manhattan, apelando aos evangélicos, católicos e ortodoxos para não cumprirem as regras e leis que permitem o aborto, o casamento entre pessoas do mesmo sexo e outras questões que vão contra as suas consciências religiosas.
Em 2010, após a sua aposentadoria como Primaz da Nigéria, lançou a Fundação Peter Akinola, uma "organização não governamental e sem fins lucrativos que se concentra em quatro áreas principais como iniciativas", respectivamente "Juventude na Encruzilhada", "Missão e Evangelização", "Fique na Lacuna" e "Unidade Anglicana e Autossuficiência".
Em 21 de novembro de 2015, Peter perdeu sua mãe, Janet Amoke Akinola. Ela tinha 100 anos.

## Política da Igreja

### Visão da Igreja da Nigéria
Uma das primeiras ações de Akinola como primaz foi convocar 400 bispos, padres, membros leigos e membros da União das Mães para discutir uma nova visão para a Igreja da Nigéria; foi presidido por Ernest Shonekan, um ex-presidente nigeriano. A visão que o grupo propôs foi: "A Igreja da Nigéria (Comunhão Anglicana) será baseada na Bíblia, espiritualmente dinâmica, unida, disciplinada, autossustentável, comprometida com a evangelização pragmática, o bem-estar social e uma Igreja que personifica o amor genuíno de Cristo."

### Relações com a Comunhão Anglicana

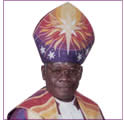
Arcebispo Akinola com sua pluvial e mitra

Em agosto de 2003, ele declarou que se o padre celibatário e gay da Igreja da Inglaterra Jeffrey John fosse consagrado como Bispo de Reading ou o padre episcopal americano gay não celibatário Gene Robinson fosse consagrado como Bispo de New Hampshire, a Igreja da Nigéria deixaria a Comunhão Anglicana. Várias dioceses anglicanas em todo o mundo fizeram declarações semelhantes. Sob pressão do Arcebispo de Canterbury, John retirou-se da consideração para o bispado e foi posteriormente nomeado Deão de St Albans em Hertfordshire. A consagração de Robinson foi adiante, precipitando uma crise na Comunhão Anglicana. No final de 2003, Akinola encomendou, juntamente com Drexel Gomez, o primaz da Igreja na Província das Índias Ocidentais, e Gregory Venables, Bispo Presidente da Igreja Anglicana do Cone Sul, Reivindicando nossa Identidade Anglicana: O Caso Contra a Igreja Episcopal, EUA, um artigo para os primatas da Comunhão Anglicana discutindo as implicações conservadoras da consagração de Gene Robinson.
Sua primeira reação ao Relatório de Windsor de 2004 foi franca e crítica, mas a declaração dos primazes reunidos na primeira Conferência Episcopal Anglicana Africana, liderada por Akinola, foi mais moderada e expressou compromisso com o futuro da Comunhão Anglicana. No entanto, embora apoiasse veementemente as partes do Relatório de Windsor que abordavam a questão do tratamento da Comunhão Anglicana aos não heterossexuais, ele não seguiu com as partes que deploram as intervenções estrangeiras na Igreja Episcopal e, pelo contrário, criou um corpo missionário, a Convocação dos Anglicanos na América do Norte, para formalizar os laços entre os anglicanos dissidentes nos Estados Unidos e a Igreja da Nigéria.
Em setembro de 2005, Akinola se manifestou contra a deposição de um bispo evangélico e a excomunhão de mais de 30 padres pela Igreja Episcopal Anglicana do Brasil.
Em setembro de 2005, a Igreja da Nigéria redefiniu sua relação com a Comunhão Anglicana em sua constituição, declarando que está em "comunhão com todas as igrejas, dioceses e províncias anglicanas que defendem e mantêm a fé histórica, a doutrina, os sacramentos e a disciplina da Única Igreja Santa, Católica e Apostólica". Em um comunicado à imprensa posterior, Akinola esclareceu: "Queremos declarar que nossa intenção ao alterar a Constituição da Igreja da Nigéria de 2002 era deixar claro que estamos comprometidos com a fé histórica outrora transmitida aos santos, com a prática e com os formulários tradicionais da Igreja... Valorizamos nosso lugar na família mundial da Comunhão Anglicana, mas estamos consternados com as ações unilaterais das províncias que estão claramente determinadas a redefinir o que nossa fé comum já foi. Optamos por não nos submeter a elas, pois preferimos exercer nossa liberdade de permanecer fiéis. Continuamos a orar, no entanto, para que haja uma genuína demonstração de arrependimento".
Em 12 de novembro de 2005, Akinola assinou um Pacto de Concordata com os Bispos Presidentes da Igreja Episcopal Reformada e da Província Anglicana da América.
Akinola recusou-se a receber a Sagrada Comunhão na companhia da bispa presidente da Igreja Episcopal, tanto na Reunião dos Primazes em Dromantine em 2005 como em Dar es Salaam em 2007 e, na última ocasião, emitiu um comunicado de imprensa para divulgar e explicar a sua recusa e a de outros associados a ele.
O nome de Akinola como presidente dos Primazes do Sul Global encabeça a lista de signatários de uma carta ao Arcebispo de Canterbury em 15 de novembro de 2005. Nesta carta, a Europa é descrita como "um deserto espiritual", e as ações da Igreja da Inglaterra, ao apoiar as novas leis de parcerias civis, são ditas dar "a aparência do mal". Três dos bispos cujos nomes apareceram no documento no site do Sul Global (o presidente, bispo Clive Handford, de Jerusalém e do Oriente Médio; o primaz das Índias Ocidentais, arcebispo Drexel Gomez; e o bispo presidente do Cone Sul, bispo Gregory Venables) negaram ter assinado ou aprovado a carta e a criticaram como "um ato de impaciência", "escandaloso" e "diplomacia de megafone".
Em agosto de 2005, ele denunciou uma declaração da Câmara dos Bispos da Igreja da Inglaterra sobre uniões civis e pediu a disciplina da Igreja da Inglaterra e da Igreja Episcopal porque a Comunhão não havia mudado sua posição sobre uniões entre pessoas do mesmo sexo. Como a Comunhão Anglicana tem sido historicamente definida como aquelas igrejas em comunhão com a Sé de Canterbury, cujo arcebispo é chefe da Igreja da Inglaterra e, portanto, primus inter pares na Comunhão Anglicana, isso levou à especulação de que Akinola estava se posicionando como um possível líder internacional de uma igreja mais conservadora do que a atual Comunhão Anglicana, que não reconheceria mais a autoridade ou a primazia do Arcebispo de Canterbury. No entanto, ele compareceu ao subsequente Encontro dos Primazes na Tanzânia em 2007, mas se ausentou de todas as celebrações da Eucaristia durante esse encontro.
Em maio de 2007, ele voou para os Estados Unidos para instalar Martyn Minns, um padre que havia deixado a Igreja Episcopal dos Estados Unidos, como bispo da Igreja da Nigéria. Akinola teria ignorado os pedidos da bispa presidente e do Arcebispo de Canterbury para não fazer isso. No entanto, o momento dos pedidos e sua intenção, em relação à saída de Akinola da Nigéria, é uma controvérsia. O bispo recém-instalado indicou em uma entrevista coletiva que a intenção era substituir a Igreja Episcopal como um órgão da Comunhão Anglicana por uma estrutura formada sob os auspícios da Igreja da Nigéria.
Akinola foi um dos principais fundadores da Conferência Global do Futuro Anglicano, uma reunião internacional de bispos anglicanos conservadores, e declarou que a Igreja da Nigéria estava em plena comunhão com a recém-criada Igreja Anglicana na América do Norte, que foi fundada para desenvolver uma estrutura eclesiástica alternativa - embora não reconhecida pela Igreja da Inglaterra - à Igreja Episcopal dos Estados Unidos dentro da Comunhão Anglicana.

### Leis de homossexualidade na Nigéria
Em setembro de 2006, o Comitê Permanente da Igreja da Nigéria, liderado por Akinola, emitiu uma "Mensagem à Nação", abordando dez controvérsias políticas na Nigéria, entre elas um projeto de lei sobre relacionamentos entre pessoas do mesmo sexo: "A Igreja elogia os legisladores por sua pronta reação à proibição de relacionamentos entre pessoas do mesmo sexo na Nigéria e pede que o projeto de lei seja aprovado, uma vez que a ideia expressa no projeto é a posição moral dos nigerianos em relação à sexualidade humana." O projeto de lei em questão, além de criminalizar o casamento entre pessoas do mesmo sexo, também propunha criminalizar o "Registro de Clubes, Sociedades e Organizações Gays" e a "Publicidade, procissão e exibição pública de relacionamento amoroso entre pessoas do mesmo sexo por meio da mídia eletrônica ou impressa, física, direta, indireta ou de outra forma", sob pena de até 5 anos de prisão. O Departamento de Estado dos Estados Unidos contestou formalmente a legislação proposta como uma violação das obrigações da Nigéria sob o Pacto Internacional dos Direitos Civis e Políticos. Alguns apoiadores ocidentais do projeto de lei justificam a legislação alegando que ela não apoia o apedrejamento de pessoas não heterossexuais segundo o código Sharia.

### Reação aos motins provocados pelas caricaturas muçulmanas
Em fevereiro de 2006, os distúrbios muçulmanos devido à controvérsia da charge do jornal dinamarquês se espalharam para a Nigéria. Os manifestantes atacaram cristãos e suas propriedades, resultando em 43 mortes, 30 igrejas queimadas e 250 lojas e casas destruídas. Entre as vítimas estava a família de um dos bispos de Akinola, Benjamin Kwashi, o bispo de Jos, que estava fora do país na época. A casa de Kwashi foi arrombada e sua esposa foi torturada e abusada sexualmente, resultando em sua cegueira temporária. Os manifestantes também espancaram severamente o filho adolescente de Kwashi. Em resposta aos distúrbios, Akinola declarou em sua capacidade como presidente da Associação Cristã da Nigéria: "Que possamos, neste momento, lembrar aos nossos irmãos muçulmanos que eles não têm o monopólio da violência nesta nação." Alguns criticaram esta declaração como incitando contra-distúrbios cristãos contra alvos muçulmanos na Nigéria. (Por exemplo, as turbas cristãs em Onitsha retaliaram contra os muçulmanos, matando 80 pessoas, e queimaram um bairro muçulmano com 100 casas, forçando centenas de muçulmanos a fugir da cidade.) O líder evangélico americano Rick Warren, no entanto, escreveu que a resposta furiosa de Akinola "não foi mais característica do que a declaração de Nelson Mandela, na era do apartheid, de que 'mais cedo ou mais tarde esta violência vai alastrar aos brancos'".